# هیکی پالمو
هیکی پالمو (انگلیسی: Heikki Palmu؛ زادهٔ ۱۹۴۶) مؤلف (پدیدآور)، کشیش، و نویسنده اهل فنلاند است.
وی همچنین برندهٔ جوایزی همچون جایزه اینو لینو شده‌است.